# 鳥鱷屬
鳥鱷屬（屬名：Ornithosuchus）是種已滅絕伪鳄类，化石發現於蘇格蘭的洛西茅斯砂岩層（Lossiemouth Sandstone），地質年代相當於三疊紀晚期的卡尼階。鳥鱷起初被認為是肉食性恐龍的祖先（包括暴龍），但鳥鱷現在被認為親緣關係較接近鱷目，而離恐龍較遠。
鳥鱷的頭顱骨類似獸腳亞目，但腳掌具有5根腳趾，背部具有兩排鱗甲，身長約4公尺。鳥鱷的後肢有五個腳趾，暴龍只有三個腳趾。

## 種

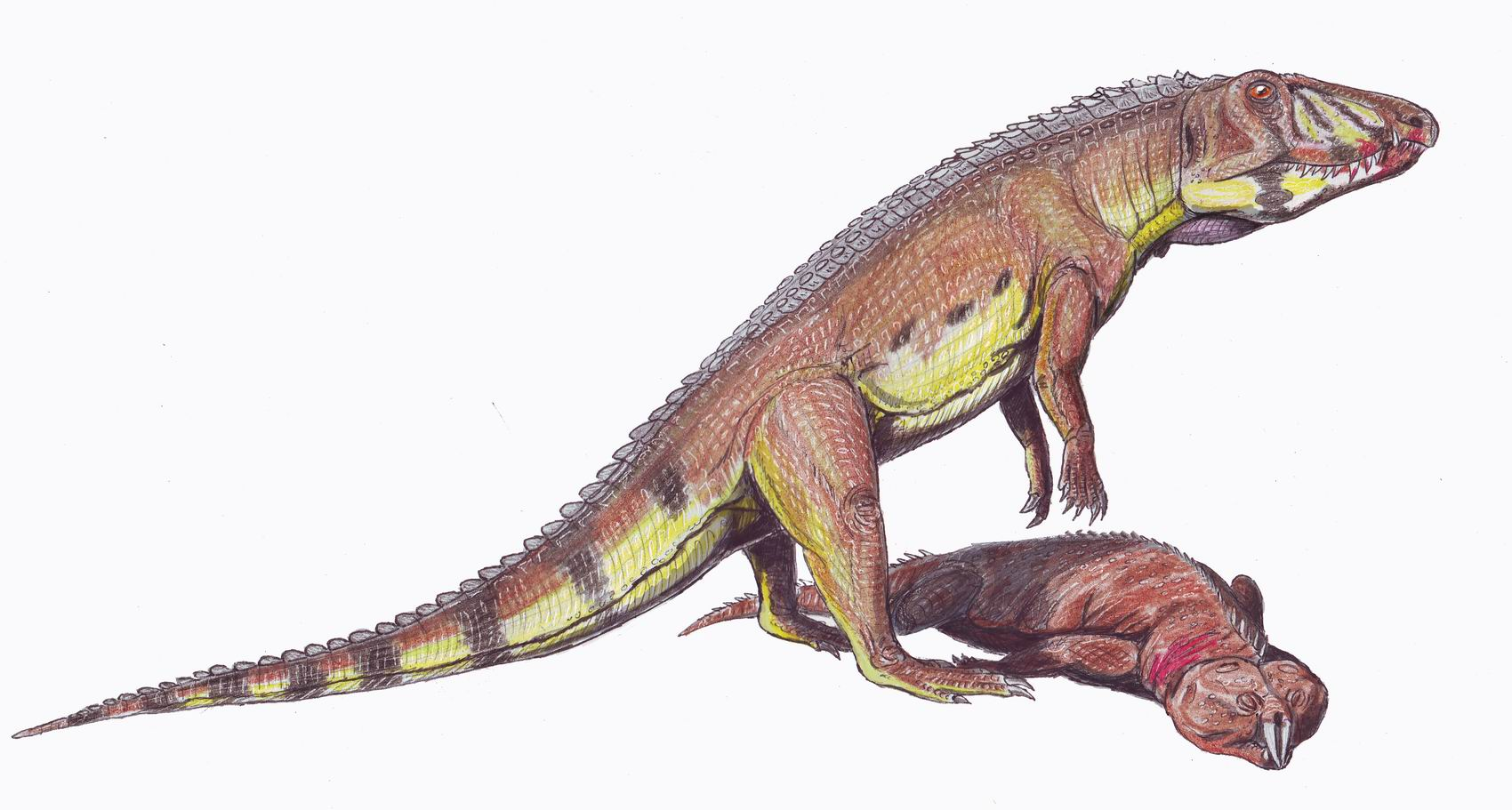
鳥鱷以異平齒龍為食

目前鳥鱷屬只有一個種，模式種長齒鳥鱷（O. longidens），生存於三疊紀晚期的蘇格蘭。
鳥鱷是鳥鱷科的模式屬，鳥鱷科是群四足肉食性動物，但身體機能上可以採二足的方式行走，並在三疊紀晚期分布廣泛。目前已知其他兩屬：脈鱷、里約鱷。

## 外部連結
- http://www.enchantedlearning.com/subjects/dinosaurs/glossary/indexo.shtml （页面存档备份，存于）